# Джон Маккейн
Джон Сі́дней Макке́йн ІІІ (англ. John Sidney McCain III, 29 серпня 1936, Коко-Соло, Панамський канал, США — 25 серпня 2018, Аризона, США) — американський державний діяч, політик, республіканець, сенатор від штату Аризона (1987—2018). Відомий своєю критикою щодо влади Барака Обами, Дональда Трампа, Ангели Меркель та позицією на підтримку України.

## Життєпис
Джон Сідней Маккейн III народився 29 серпня 1936 року на військово-морській базі Коко-Соло в зоні Панамського каналу в родині офіцера ВМС Джона С. Маккейна-молодшого та Роберти Райт Маккейн. У нього була старша сестра Сенді та молодший брат Джо. На той час Панамський канал перебував під контролем США, і він отримав громадянство США у віці одинадцяти місяців.
Його батько та дід по батьківській лінії, Джон С. Маккейн-старший, також були випускниками Військово-морської академії та обидва стали адміралами з чотирма зірками у Військово-морських силах США. Родина Маккейнів переїжджала разом із батьком, який обіймав різні військово-морські посади в США та на Тихоокеанському узбережжі. У результаті Джон Маккейн молодший відвідував близько 20 різних шкіл. У 1951 році сім'я оселилася в Північній Вірджинії, і Маккейн вступив до Єпископальної середньої школи, приватної підготовчої школи-інтернату в Александрії. Він досяг успіхів у боротьбі та закінчив навчання у 1954 році. Після закінчення середньої школи в Вірджинії продовжив навчання в Військово-Морській Академії США в Аннаполісі. 1958 року, після закінчення академії, у званні енсіна продовжив льотні навчання та став флотським пілотом у 1960. Його призначили до ескадрилей A-1 Skyraider на авіаносцях USS Intrepid (CV-11) та USS Enterprise (CVN-65) у Карибському та Середземному морях.
3 липня 1965 року, у віці 28 років, Маккейн одружився з Керол Шепп, яка працювала моделлю та секретарем. Маккейн усиновив двох її дітей, Дугласа та Ендрю. Згодом вони з Керол мали доньку Сідні. 
У ранзі лейтенант-командера військово-морської авіації служив у В'єтнамі під час військових дій США в цій країні. Там він потрапив у полон і провів там п'ять з половиною років (1967—1973).
Після звільнення з полону продовжив службу у ВМС США, але в зв'язку з погіршенням стану здоров'я у 1981 пішов у відставку. За час служби Джон Маккейн отримав низку бойових нагород.
У квітні 1979 року Джон Маккейн познайомився з Сінді Лу Генслі, вчителькою з Фінікса, штат Аризона. Вони почали зустрічатися, і він попросив свою дружину, Керол, подати на розлучення, що вона зробила у лютому 1980 року. Маккейн і Генслі одружилися 17 травня 1980 року.
Обирався в Конгрес США від Аризони, в Палату представників у 1982 та в Сенат у 1986, де він перебував вже на четвертому терміні.
Був кандидатом на посаду президента від Республіканської партії США у 2000 році, однак зазнав поразки від Джорджа Буша. 25 квітня 2007 оголосив про свій намір балотуватися від Республіканської партії на посаду президента США на виборах у 2008 році. Програв кандидатові від Демократичної партії Бараку Обамі.

### Участь у війні у В'єтнамі
Наприкінці 1966 року Маккейна перевели на авіаносець USS Forrestal (CV-59). Джон Маккейн продовжив військову службу на штурмовику A-4 Skyhawk.
Весною 1967 року «Форрестол» був переведений на Тихий океан для участі в операції «Rolling Thunder» (укр. «Громовий Удар»). Маккейн, як і його колеги, висловлював невдоволення тим, що список цілей був обмежений, так що їх довелось уражати багато разів, при цьому без гарантій того, що саме ці цілі були вагомими для перемоги у війні. При цьому американським льотчикам прийшлося долати систему ППО, створену за участі СРСР. Пізніше він писав: «Якщо бути відвертим, ми вважали наших цивільних командирів повними ідіотами, які не мали жодного уявлення, як виграти війну».
29 липня 1967 року Маккейн, який тоді мав звання лейтенант-командера, опинився в епіцентрі пожежі на USS Forrestal. Він вибрався зі свого палаючого літака і намагався допомогти іншому пілоту, коли вибухнула бомба; уламки вразили його в ноги та груди. Пожежа забрала життя 134 моряків. Коли Forrestal був виведений з експлуатації, Маккейн добровільно перевівся на авіаносець USS Oriskany (CV-34), який також брав участь в операції «Rolling Thunder». Там він був нагороджений Медаллю військово-морського командування та Бронзовою зіркою за виконані місії над Північним В'єтнамом.

#### Полон
26 жовтня 1967 року Маккейн у складі групи з 20 літаків вилетів на бомбардування електростанції в центрі Ханоя і був збитий зенітною ракетою ЗРК С-75. Льотчик катапультувався і приземлився в озеро в центрі Ханоя. При цьому він зламав обидві руки і ногу та був жорстоко побитий в'єтнамськими солдатами: йому роздробили плече, він був двічі поранений. В такому стані Маккейна помістили в головну в'язницю Ханоя.
Попри серйозні поранення, його захопники відмовлялися надавати медичну допомогу. Його били й допитували, і лише коли північнов'єтнамці дізналися, що його батько — адмірал, вони почали лікувати його. Статус Маккейна як військовополоненого потрапив на перші шпальти великих американських газет.
Маккейн провів шість тижнів у лікарні, де отримував мінімальну допомогу. Він втратив 23 кілограми ваги, перебував у гіпсовому корсеті, а його волосся стало сивим (через що він отримав від товаришів в полоні прізвисько «Білий Торнадо»). Потім його перевели до іншого табору на околицях Ханоя. У грудні 1967 року його помістили до камери з двома іншими американцями, які не очікували, що він проживе більше тижня. 1967 року було знято відео з фрагментом допиту Маккейна. На ньому він розповів, що зробив близько 23 вильотів у В'єтнамі і ледь не загинув, коли був збитий літак. Відео закінчується зверненням Маккейна до його дружини: «Я хочу сказати своїй дружині, що я в порядку. Я люблю її і сподіваюся побачити її знову». У березні 1968 року Маккейна помістили в одиночну камеру, де він пробув два роки. 
У середині 1968 року його батько, Джон С. Маккейн-молодший, став командувачем усіх американських військ у В'єтнамському театрі бойових дій. Північний В'єтнам запропонував Маккейну раннє звільнення, щоб показати милосердя в пропагандистських цілях і довести іншим полоненим, що елітних військових готові звільняти першими. Однак Маккейн відмовився від репатріації, якщо всі військовополонені, захоплені раніше за нього, також не будуть звільнені. Таке звільнення суперечило військовому Кодексу поведінки, згідно з яким полонені мають погоджуватися на звільнення у порядку, в якому їх було захоплено.
Починаючи з серпня 1968 року, Маккейна піддавали жорстоким тортурам. Його били кожні дві години, він страждав від теплового виснаження та дизентерії. Через тяжкі травми він дійшов до «межі самогубства», але його спробу перервали охоронці. Урешті Маккейн зробив антиамериканське пропагандистське «зізнання». Він завжди вважав цей вчинок безчестям, але пізніше писав: «Я зрозумів те, що зрозуміли всі там: кожна людина має свою межу. Я досяг своєї». Багато американських військовополонених зазнавали тортур і знущань, щоб змусити їх робити «зізнання» чи пропагандистські заяви, і майже всі зрештою щось підписували. Маккейн отримував два-три побиття на тиждень через відмову підписувати додаткові заяви.
Маккейн відмовлявся зустрічатися з різними антивоєнними групами, які прагнули миру в Ханої, щоб не дати їм і північнов'єтнамцям жодної пропагандистської перемоги. З кінця 1969 року ставлення до Маккейна та багатьох інших полонених стало терпимішим, хоча він продовжував чинити опір адміністрації табору. Маккейн і інші полонені раділи «Різдвяній бомбардувальній кампанії» США в грудні 1972 року, вважаючи це рішучим кроком для примусу Північного В'єтнаму до переговорів.
Маккейн пробув у полоні в Північному В'єтнамі п’ять із половиною років, доки не був звільнений 14 березня 1973 року разом із 108 іншими військовополоненими. Його травми під час війни залишили його назавжди нездатним піднімати руки вище голови. Після війни Маккейн кілька разів відвідував місця свого полону разом із родиною.

## Ставлення до подій в Україні

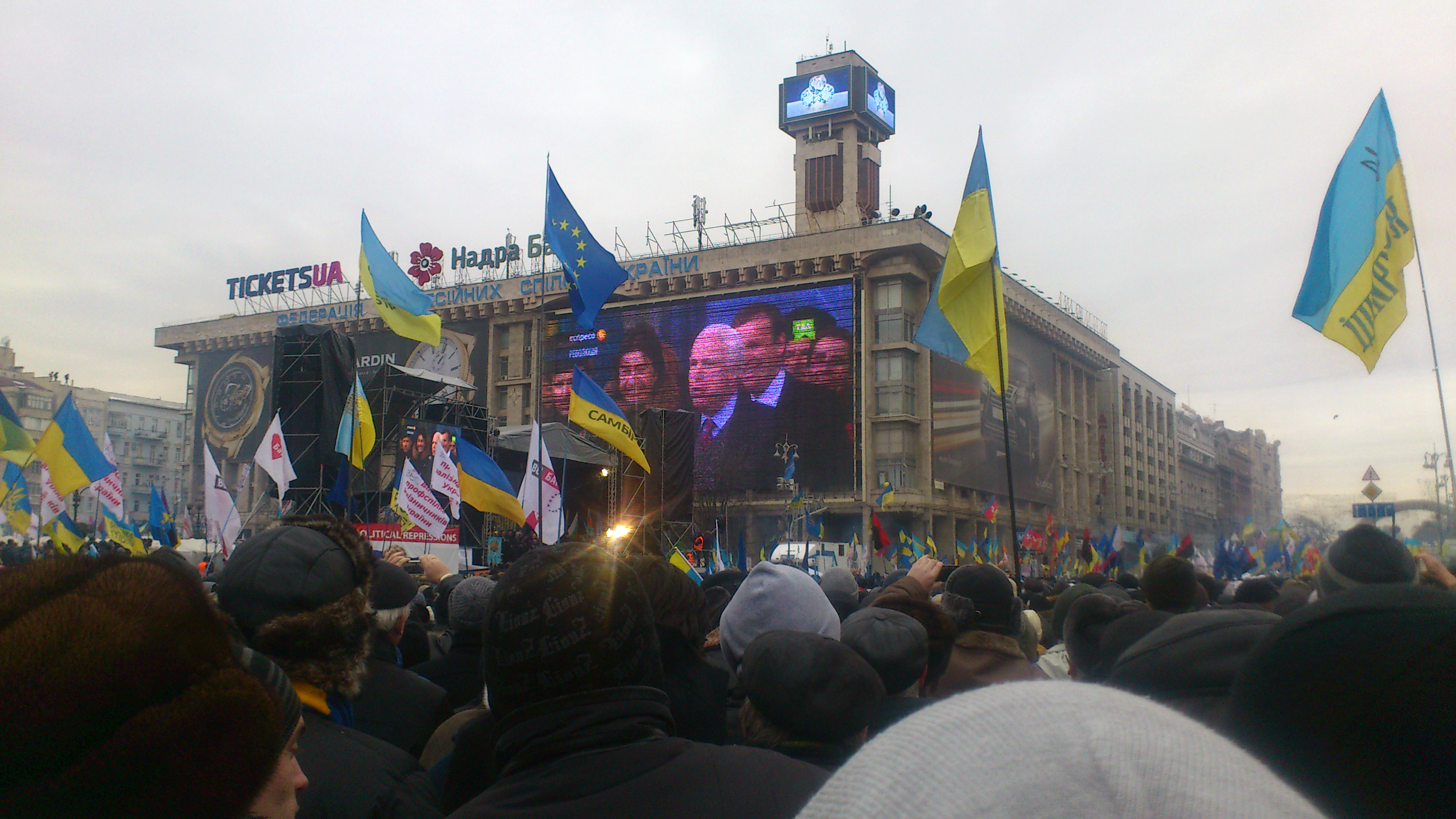
Джон Маккейн виступає на Євромайдані

Завжди відкрито критикував Барака Обаму за недостатню увагу до українського питання. Під час масових протестів українців після силового розгону Євромайдану в Києві сенатор приїхав до Києва, де 14 грудня 2013 року зустрівся з міністром закордонних справ України Леонідом Кожарою та відвідав наметове містечко. Маккейн вважав, якщо силові розгони протестів триватимуть і надалі, США повинні застосувати проти їхніх винуватців економічні санкції. Наступного дня Джон Маккейн разом із сенатором-демократом Крісом Мерфі прийшов на Євромайдан, де вони виступили на сцені перед мітингувальниками. Сенатори заявили про свою підтримку мирних протестів. Джон Маккейн, зокрема заявив:
|  | «Я — республіканець, сенатор Мерфі — демократ, і ми тут говоримо від імені усього американського народу, солідарного з вами… Ваш мирний протест надихає світ. Ми тут, щоби підтримати вашу справедливу боротьбу. Лише народ України має визначати своє майбутнє. Україна зробить Європу кращою і Європа зробить кращою Україну». |

Також, перебуваючи на військовій базі НАТО в литовському містечку Зокняй, закликав американську владу допомогти Україні з озброєнням, оскільки відсутність допомоги «лише заохочує Путіна» до ескалації конфлікту з Україною.
У 2015 році заявив, що про федералізацію України можна буде говорити лише після того, як Росія поверне Крим та забере свої війська з Донбасу.

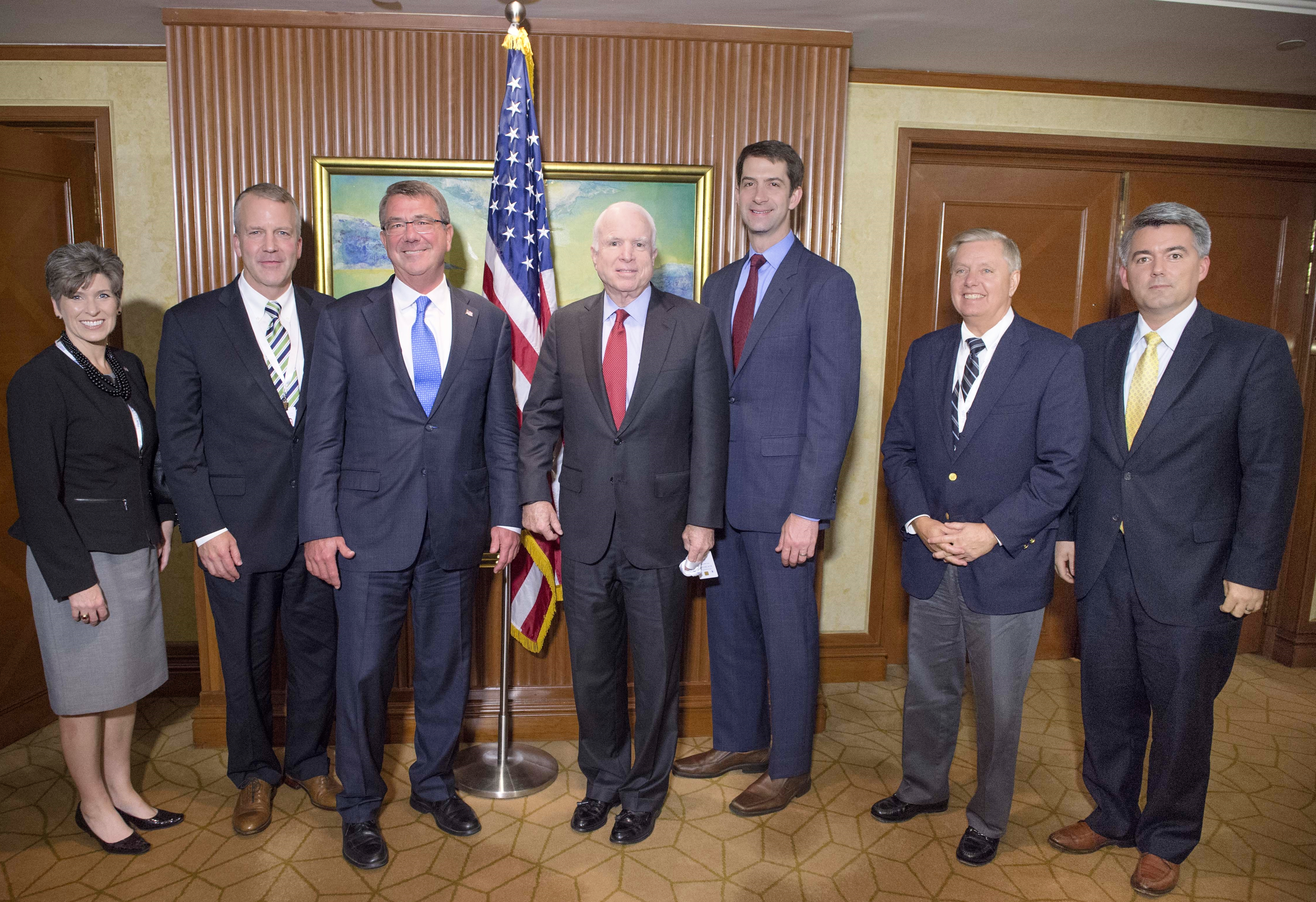
Міністр оборони США Еш Картер і сенатори Джоні Ернст, Деніел Салліван, Джон Маккейн, Том Коттон, Ліндсі Грем і Корі Гарднер під час саміту з питань безпеки в Азії 2016 року в Сінгапурі Міжнародного інституту стратегічних досліджень

За даними експертного опитування, проведеного на початку 2015 року Інститутом світової політики, Маккейн посів третє місце у списку найкращих лобістів України у світі.
23 серпня 2015 року під час візиту до Таллінна в рамках поїздки групи американських сенаторів до Естонії, Швеції, Норвегії та Латвії заявив:
|  | Ми маємо справу з головорізом, ім'я якого Володимир Путін. |

Новорічну ніч 2017 року провів у Маріуполі, де заявив, що США мають надати летальну зброю Україні.
За послідовну підтримку України, в квітні 2019 року на честь Маккейна була названа вулиця в Києві.

### Критика Меркель
7 лютого 2015 року на телеканалі ZDF порівняв політику Ангели Меркель щодо Володимира Путіна, а саме відмову надати Україні зброю, з політикою замирення Німеччини перед Другою світовою війною.
|  | «Я хотів би спитати канцлера, скільки ще людей має загинути в Україні, щоб ви допомогли їм захистити себе?». |

## Критика Трампа
Джон Маккейн був одним із найзатятіших критиків Дональда Трампа з самого початку його президентства. Влітку 2015 року Трамп почав боротьбу за висунення на посаду президента від Республіканської партії щодо питання мігрантів з Мексики. «Вони поширюють наркоманію, злочинність, вони ґвалтують, хоча, звичайно, серед них є й хороші люди», — сказав Трамп і вкотре спровокував хвилю критики на свою адресу. На тій же зустрічі з виборцями він вперше озвучив свій план побудувати стіну на кордоні з Мексикою. Тоді Маккейн одним з перших засудив Трампа, звинувативши його в тому, що своїми поглядами він «провокує психів».
Майже через місяць на зустрічі з прихильниками в Айові Трамп заявив, що не вважає Маккейна героєм війни. «Він не герой, адже його взяли в полон. Мені більше подобаються люди, які не потрапляли в полон», — підкреслив Дональд Трамп. Конкуренти Трампа від республіканської партії засудили його слова про Маккейна, після чого він пом'якшив тон, але не вибачився.
Після того, як Трамп став кандидатом в президенти від «республіканців», Маккейн на деякий час перестав його критикувати. Та коли перед виборами з'явилося відео в інтернеті, на якому майбутній президент вульгарно говорив про жінок та хвалився своїми минулими спробами домагань, Маккейн заявив, що Трамп повинен «випробувати на собі» наслідки своєї поведінки. Сенатор сказав, що «через поведінку Дональда Трампа підтримувати його, навіть в нинішніх умовах, неможливо» та додав, що поведінці кандидата в президенти немає виправдань.
Вже після перемоги Дональда Трампа на президентських виборах Маккейн демонстративно проголосував проти республіканського законопроєкту, який передбачав скасування медичної реформи Барака Обами.
Також Джон Маккейн виступав за збереження присутності американських контингентів за кордоном та критикував постійну похвалу Трампа на адресу російського президента Володимира Путіна. Коли у березні 2018 року Путіна обрали на четвертий термін, сенатор розкритикував президента США за те, що той привітав «диктатора». «Президент США, лідер вільного світу, не вітає диктаторів з перемогою на нечесних виборах», — підкреслив Маккейн. Крім того, він критикував Трампа після того, як той, зустрівшись з Путіним у Гельсінкі, заявив, що всупереч позиції своїх спецслужб вірить, що Росія не втручалася у вибори в США. Маккейн назвав цю зустріч «одним з найганебніших виступів американського президента».
Відразу після смерті Маккейна Трамп написав у Twitter: «Мої найглибші співчуття родині сенатора Джона Маккейна. Ви в наших серцях, ми молимося за вас». У той же час, згідно з інформацією «The Washington Post», Трамп заборонив Білому Дому оприлюднювати заяву, у якій високо оцінюються героїзм і життя Джона Маккейна та сказав радникам, що замість заяви хоче оприлюднити короткий запис у Twitter. Згодом рідня Маккейна підтвердила, що Трампа на похорон не запрошуватимуть.

## Останні роки і смерть
В останні роки життя страждав від злоякісної пухлини головного мозку — гліобластоми. 24 серпня 2018 року стало відомо, що Маккейн, який більше року проходив лікування, вирішив відмовитися від подальшої протиракової терапії.
1 вересня 2018 року відбулася прощальна церемонія. Прощалися з Маккейном у Вашингтонському кафедральному соборі. Пом'янути сенатора прийшли тисячі американців. На церемонію були запрошені президенти США Білл Клінтон, Джордж Буш та Барак Обама. Маккейн просив Обаму та Буша виголосити промови під час його похорону. Під час свого виступу Обама сказав: «Мабуть, найкращий спосіб вшанувати його — це визнати, що є більші речі, ніж партія, амбіції, гроші, слава або влада. Є більші речі, заради яких варто ризикувати всім — це принципи, які є вічними, істина, яка залишається незмінною. І Джон найкращим чином це демонстрував нам. За це ми в боргу перед ним».
Також була присутня 106-ти річна мати політика — Роберта. Свої співчуття висловив віцепрезидент США Майк Пенс, який представляв Дональда Трампа. Були присутні Президент України Петро Порошенко, мер Києва Віталій Кличко, колишній прем'єр-міністр України Арсеній Яценюк, експрезидент Грузії Міхеіл Саакашвілі, генеральний секретар НАТО Єнс Столтенберг та ряд інших лідерів.

Наступного дня Джона Маккейна поховали в Аннаполісі на кладовищі Військово-морської академії, яку він закінчив 60 років тому.

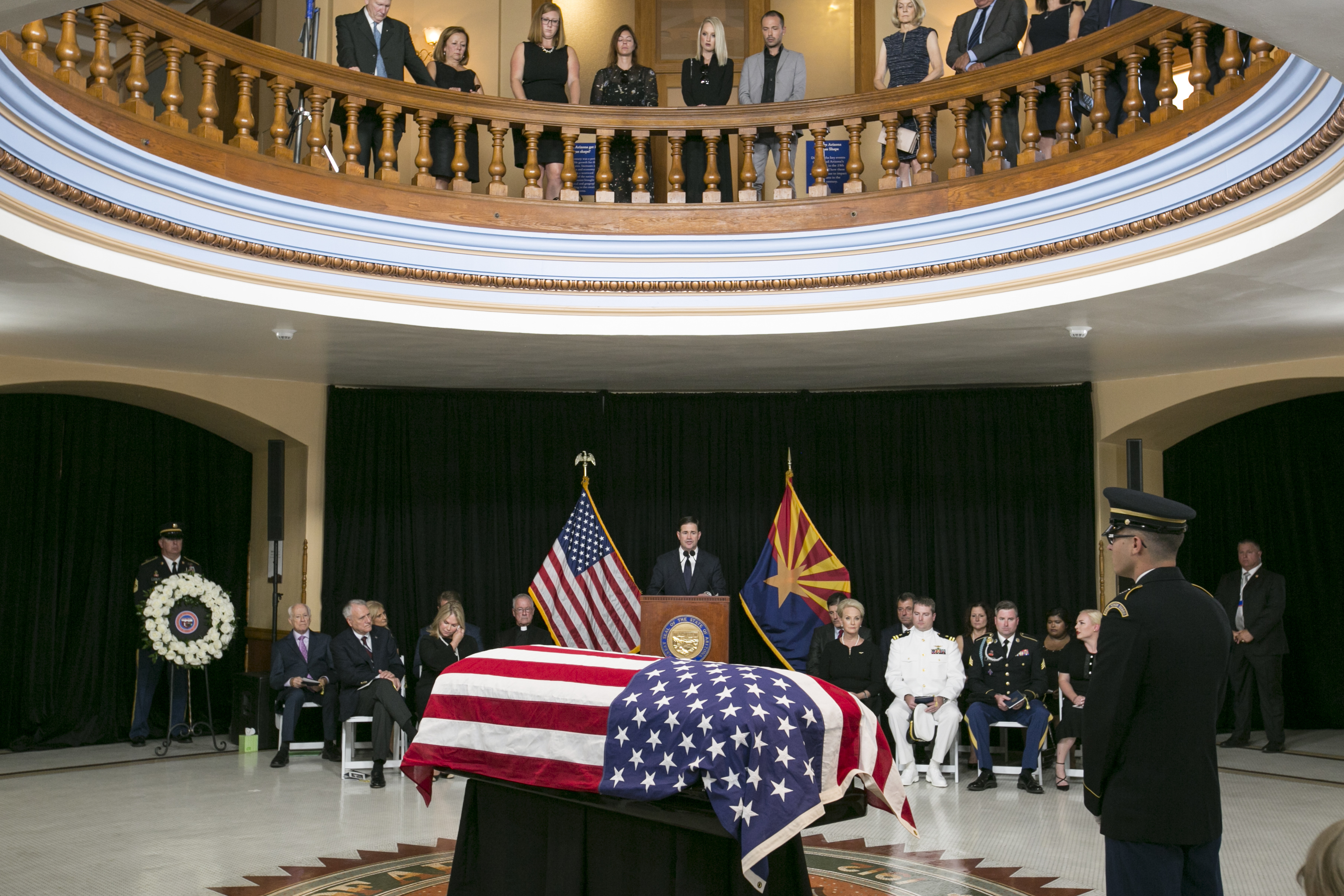
Труна Джона Маккейна лежить у ротонді Капітолія штату Аризона.
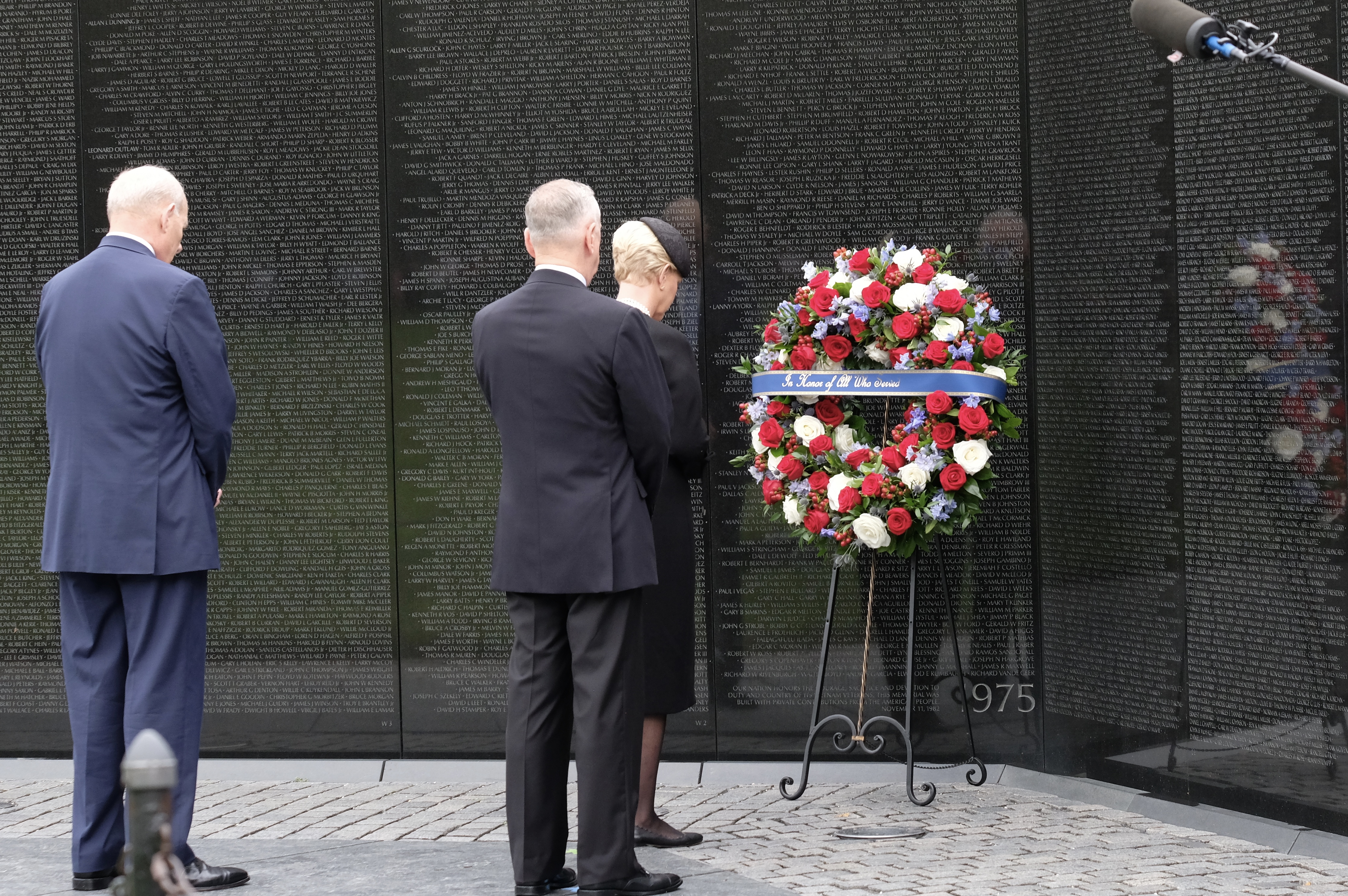
Сінді Маккейн, секретар Джеймс Меттіс і керівник апарату Джон Ф. Келлі покладають вінок до Меморіалу ветеранів В'єтнаму.
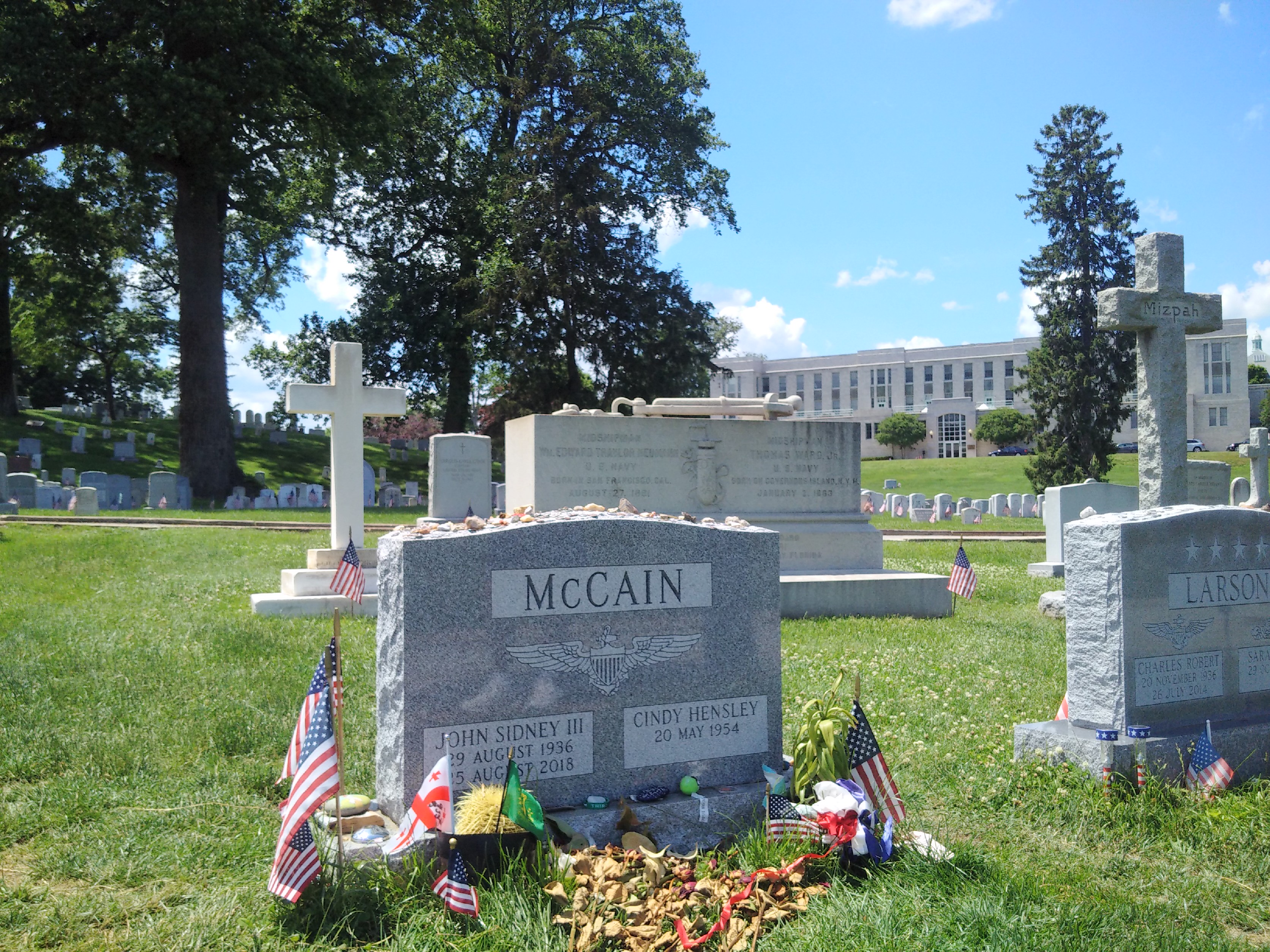
Могила Джона Маккейна на кладовищі Військово-морської академії в Аннаполісі

## Нагороди
Під час військової служби Маккейн був нагороджений медаллю «Срібна Зірка», орденом «Легіон Пошани» з літерою «V» та золотою зіркою, Хрестом льотних заслуг, медалями «Бронзова Зірка» з літерою «V» і двома золотими зірками, «Пурпурове Серце» із зіркою, медаллю «За похвальну службу», Повітряною медаллю з бронзовою зіркою і цифрою, Похвальною медаллю Флоту з літерою «V» і золотою зіркою, Бойовою нашивкою, Подякою підрозділу Флоту, Похвальною подякою підрозділу, Медаллю військовополоненого, медалями «За службу національній обороні», «За службу у В'єтнамі» з трьома бронзовими зірками, Медаллю експедиційних збройних сил, Експедиційною медаллю Флоту, а також Медаллю в'єтнамської кампанії.
- Командор ордену «За вірну службу» (Румунія, 2000)[49]
- Орден «Стара планина» І ступеня (Болгарія, 23 липня 2001)
- Маріїнський Орден Хреста 1-го ступеня (Естонія, 2 лютого 2002)[50][51]
- Орден Великого князя Литовського Гедиміна ступеня кавалера Великого командорського хреста (Литва, 25 червня 2003)[52]
- Орден Трьох зірок 2-го ступеня (Латвія, 12 жовтня 2005)[53]
- Орден Національного героя (Грузія, 11 січня 2010) — за вагомий особистий внесок в інтересах Грузії та за те що є справжнім другом Грузії[54].
- Орден «За заслуги перед Польщею» ступеня кавалера Командорського хреста із зіркою (Польща, 21 січня 2011)[55]
- Орден Святого Володимира (Українська православна церква, КП, 5 лютого 2015) — за підтримку України під час Євромайдану і російської окупації Криму і Донбасу[56].
- Орден Свободи (Україна, 22 серпня 2016) — за вагомий особистий внесок у зміцнення міжнародного авторитету Української держави, популяризацію її історичної спадщини і сучасних надбань та з нагоди 25-ї річниці незалежності України[57].
- Орден Свободи (Косово, 15 квітня 2017) — за внесок у здобуття свободи та незалежності Косова, а також у партнерство з США[58].
- Орден Вранішнього Сонця (Японія, 2018) — за зміцнення двосторонніх відносин та сприяння дружбі між Японією та Сполученими Штатами[59].
- Президентська медаль Свободи (США, 1 липня 2022)[60]

## Вшанування пам'яті
У місті Коллівілл штату Техас є вулиця Джона Маккейна (John McCain Road).
2019 року мерія Фінікса одноголосно проголосувала за присвоєння 3 терміналу аеропорту Фінікс — Скай-Гарбор імені сенатора Джона Маккейна.
4 квітня 2019 року Київська міська рада перейменувала вулицю Івана Кудрі на вулицю Джона Маккейна.
У 2019 році в місті Дніпро відкрилась Бібліотека української діаспори імені сенатора Джона Маккейна.
30 вересня 2022 року у місті Вінниця вулицю Понєдєліна перейменували на вулицю Сенатора Маккейна.
28 жовтня 2022 року у місті Кривий Ріг вулицю Армавірську перейменували на вулицю Джона Маккейна.
30 листопада 2022 року у місті Суми вулицю Маяковського перейменовано на вулицю Сенатора Маккейна.

## Галерея

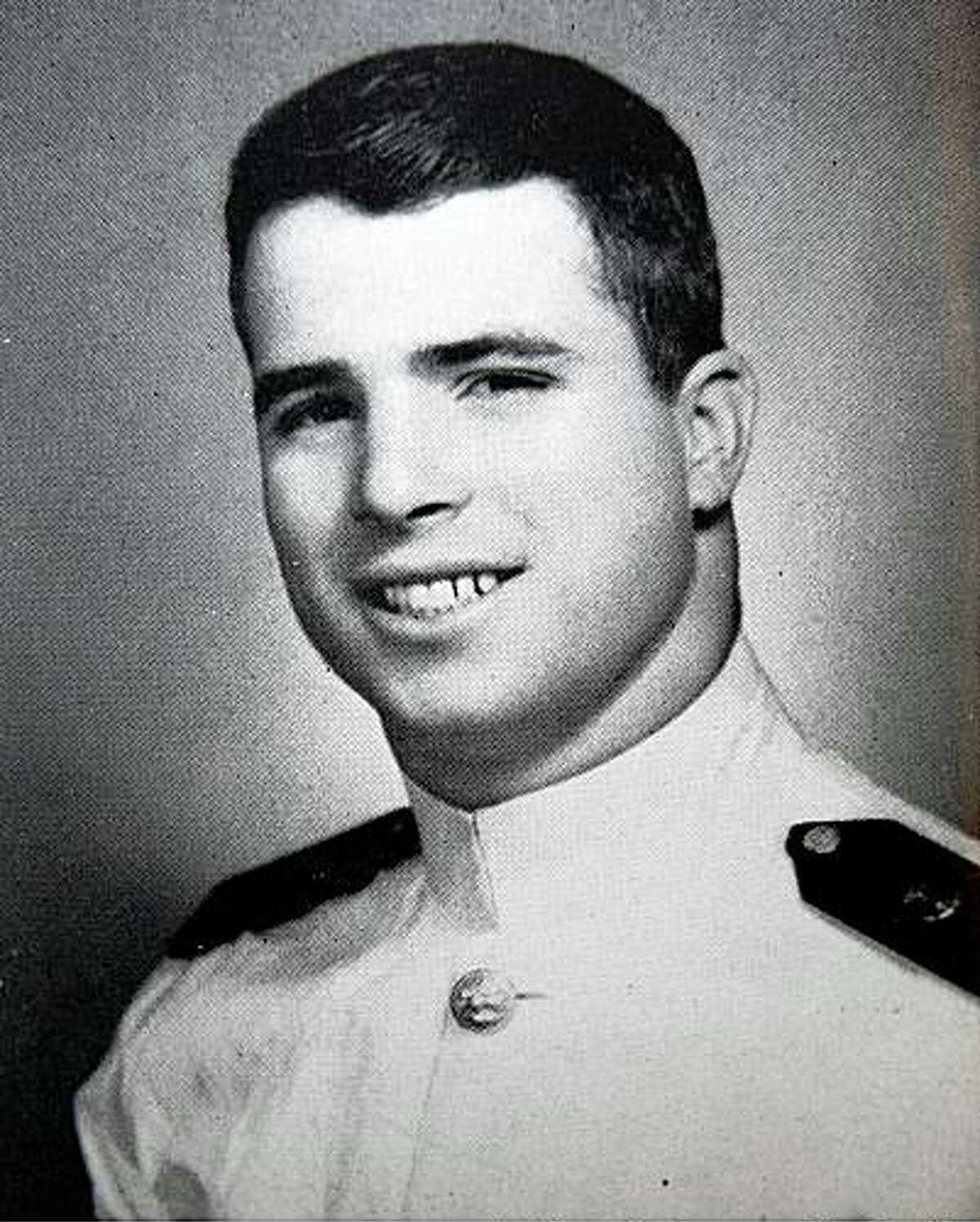
На навчанні у Військово-морській Академії США, 1954
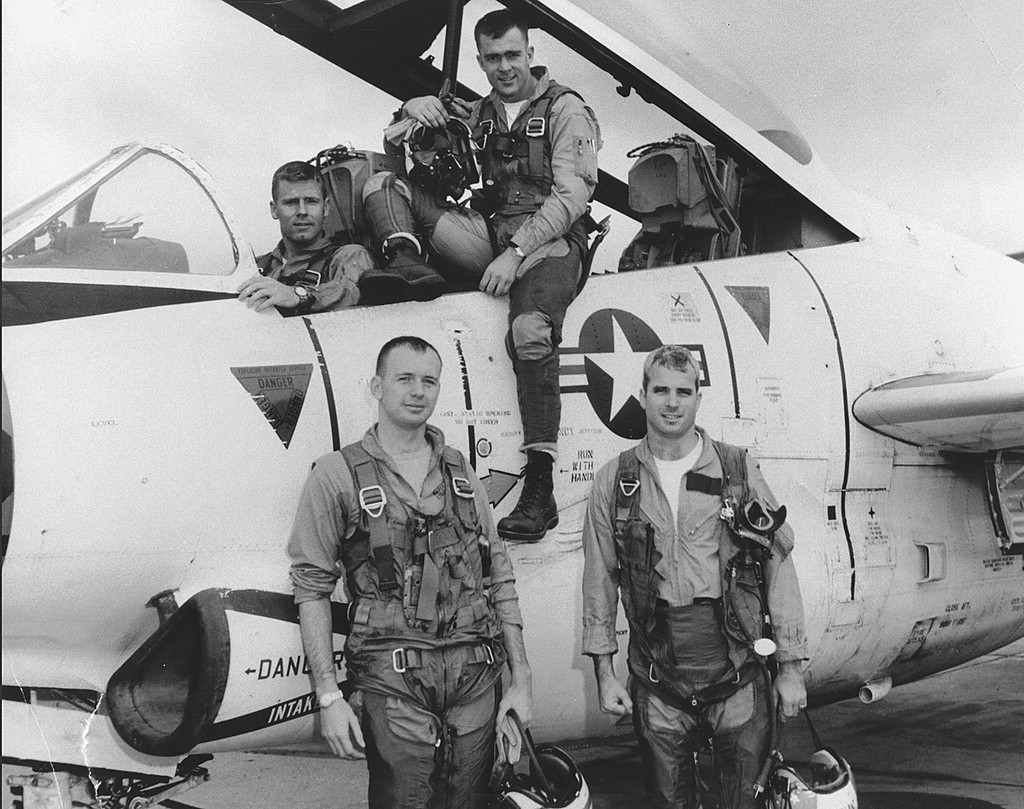
Маккейн (праворуч внизу) з льотчиками своєї ескадрильї
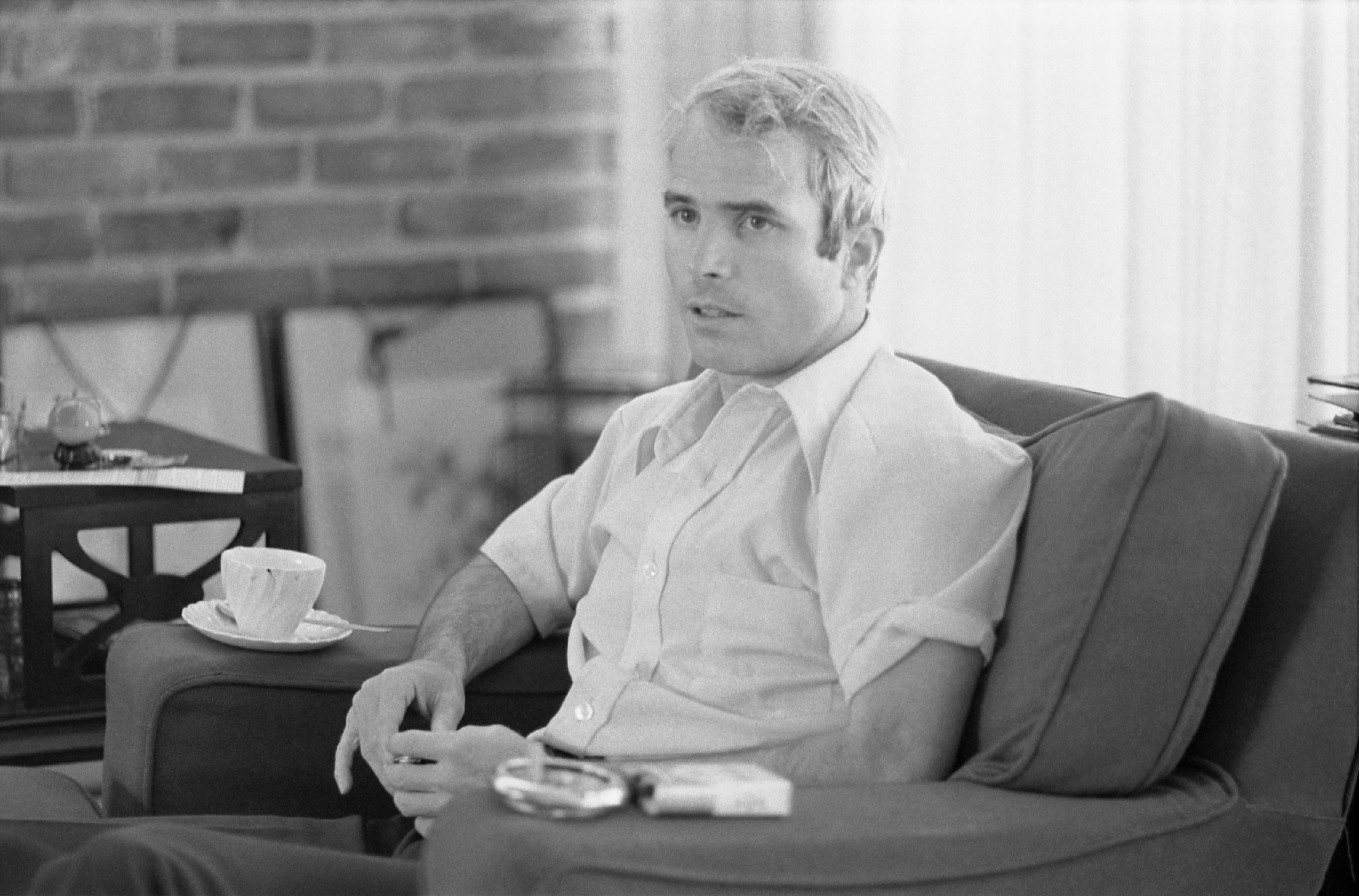
Маккейн дає інтерв'ю пресі 24 квітня 1973 року, після свого повернення з В'єтнаму. Фото: US News & World Report
Маккейн на зустрічі з Рональдом Рейганом та Ненсі Рейган ліворуч, березень 1987
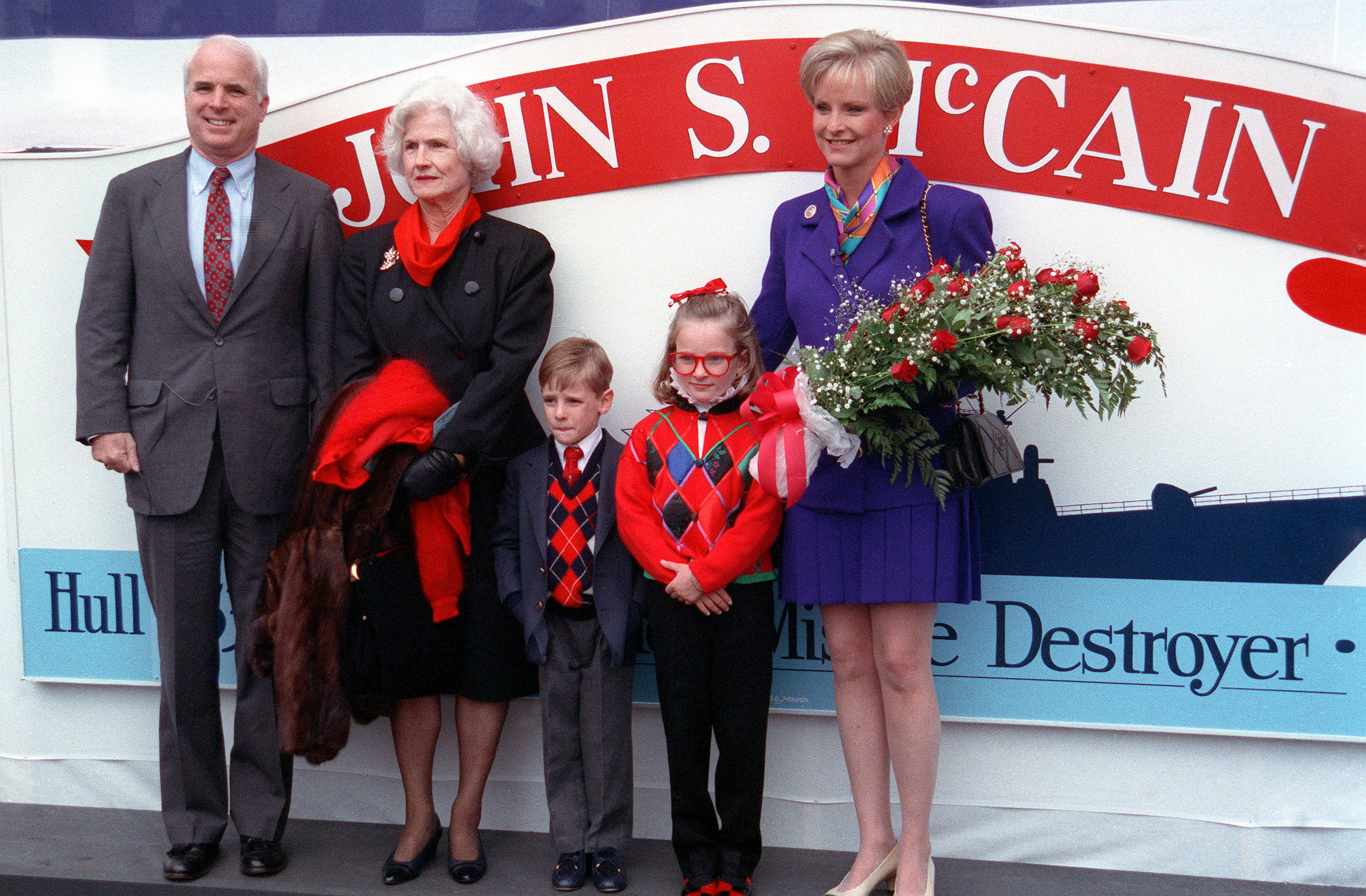
На освяченні есмінця USS John S. McCain, побудованого на суднобудівній верфі Bath Iron Works у 1992. Поруч з ним — його мати Роберта, син Джек, дочка Меган та дружина Сінді
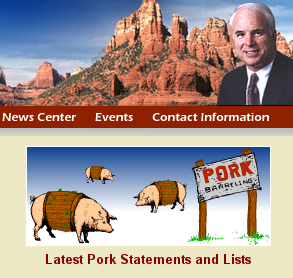
На верхній половині — зображення Маккейна на фоні червоних скель Аризони; внизу — ілюстрація з поросятами в діжках. Сайт Маккейна у 2003-2006 так демонстрував свою заклопотаність щодо зазіхань на бюджетне корито
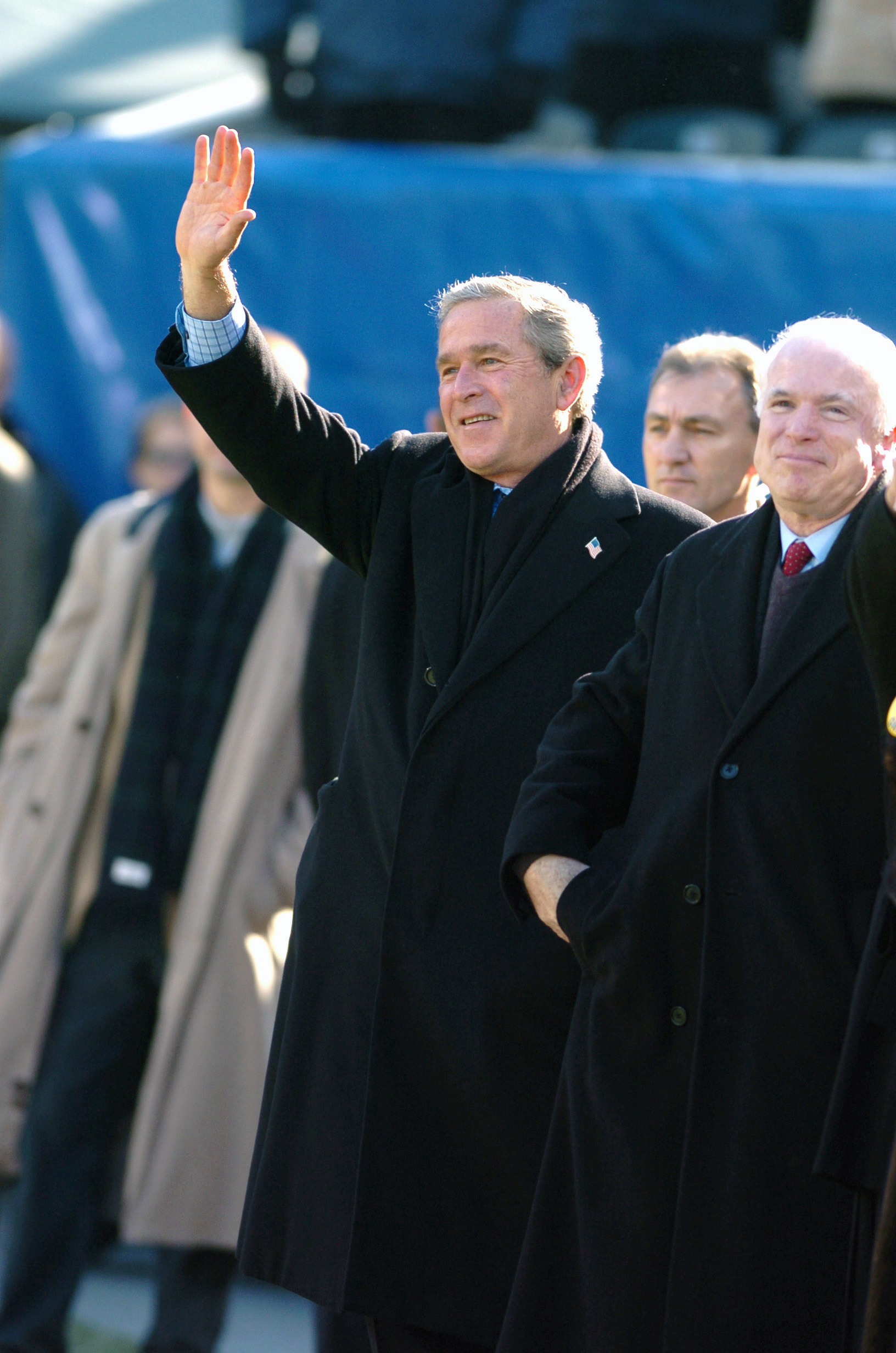
Сенатор Маккейн з президентом Джорджем Бушем, грудень 2004
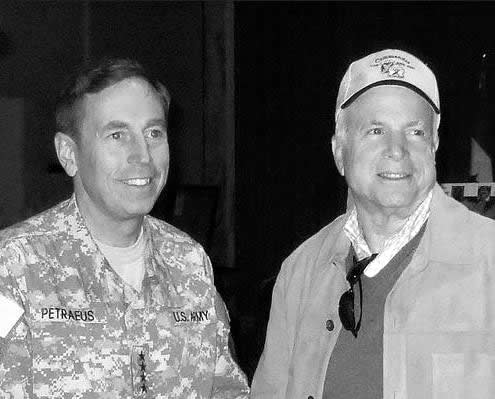
У Багдаді з генералом Девідом Петреусом, листопад 2007
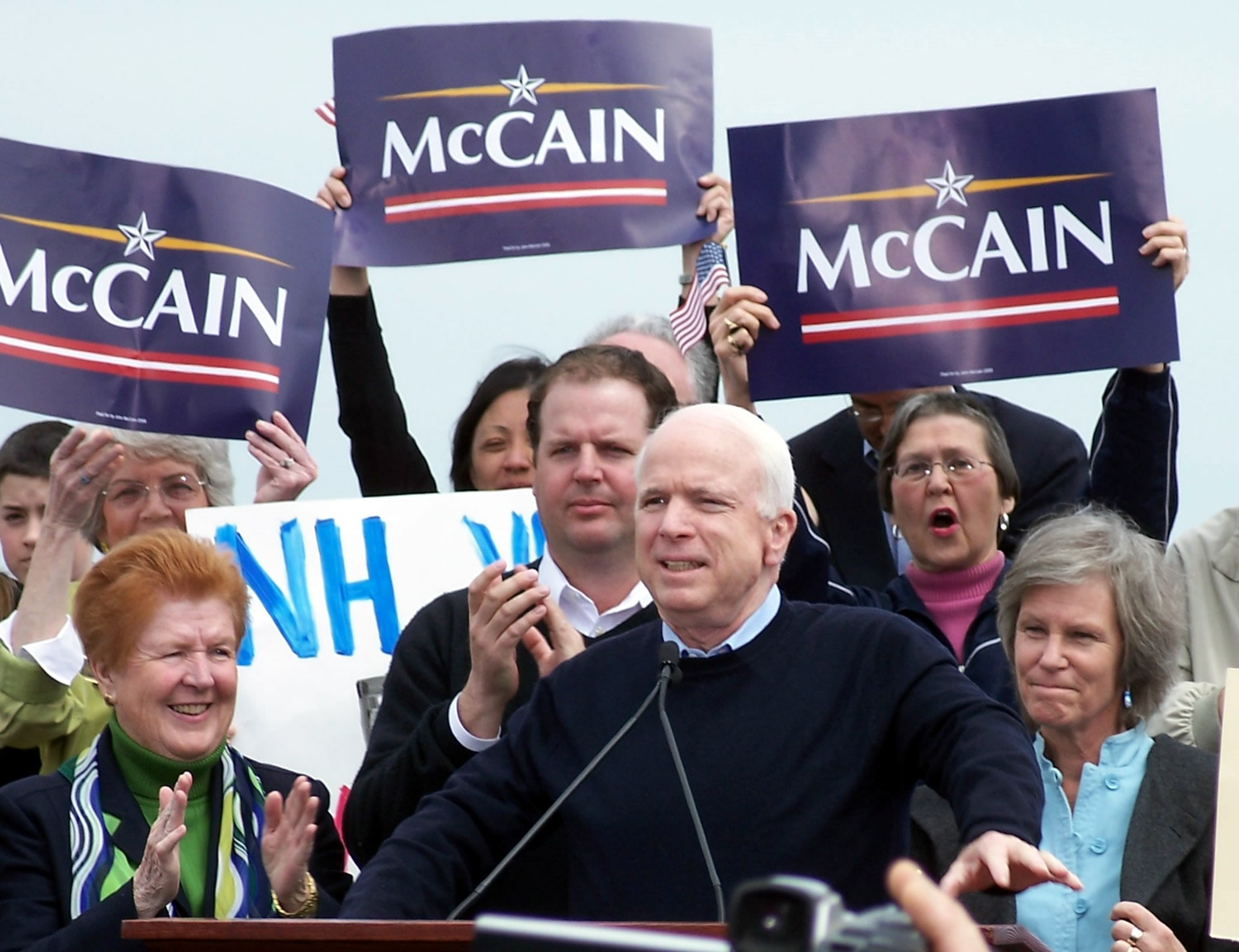
Маккейн оголошує про свій намір балотуватися в президенти США у Портсмуті, Нью-Гемпшир, 2007
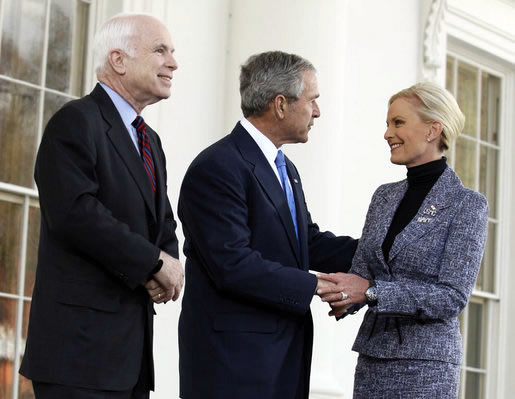
5 березня 2008-го президент Буш зустрівся з подружжям Маккейнів та підтримав його кандидатуру
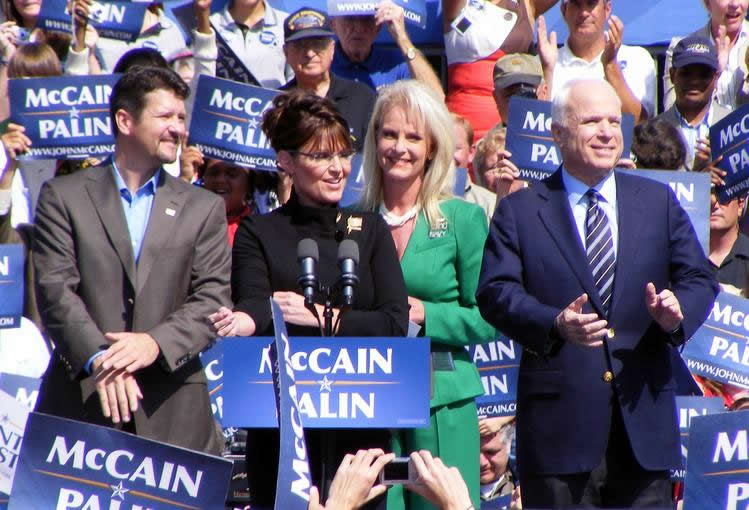
Пейліни та Маккейни проводять кампанію у Ферфаксі, Вірджинія після з'їзду Республіканської партії, 10 вересня 2008
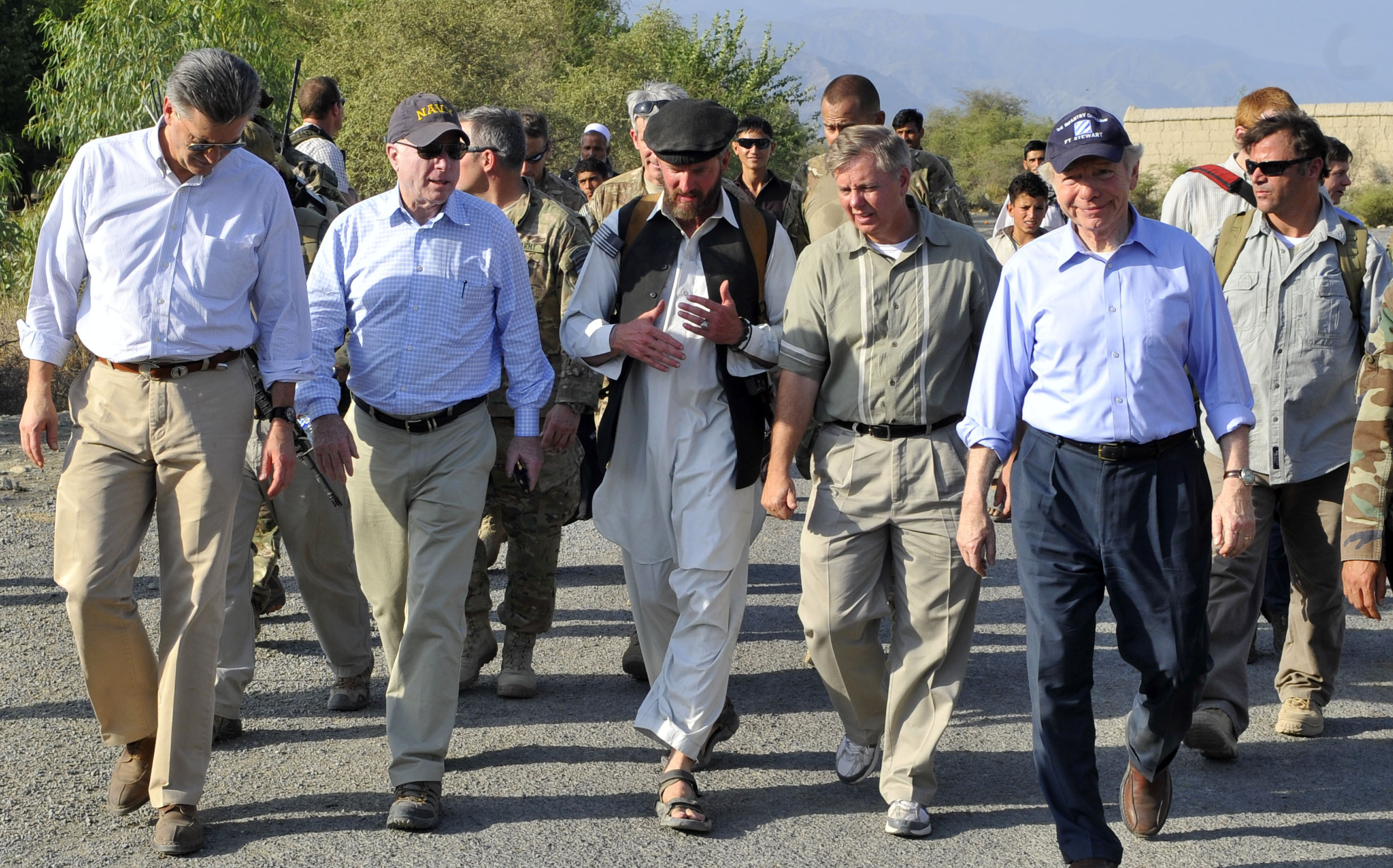
«Три аміго» на прогулянці в провінції Кунар в східному Афганістані, липень 2011: Маккейн (другий ліворуч), Ліндсі Грем (другий праворуч), Джо Ліберман (крайній праворуч)
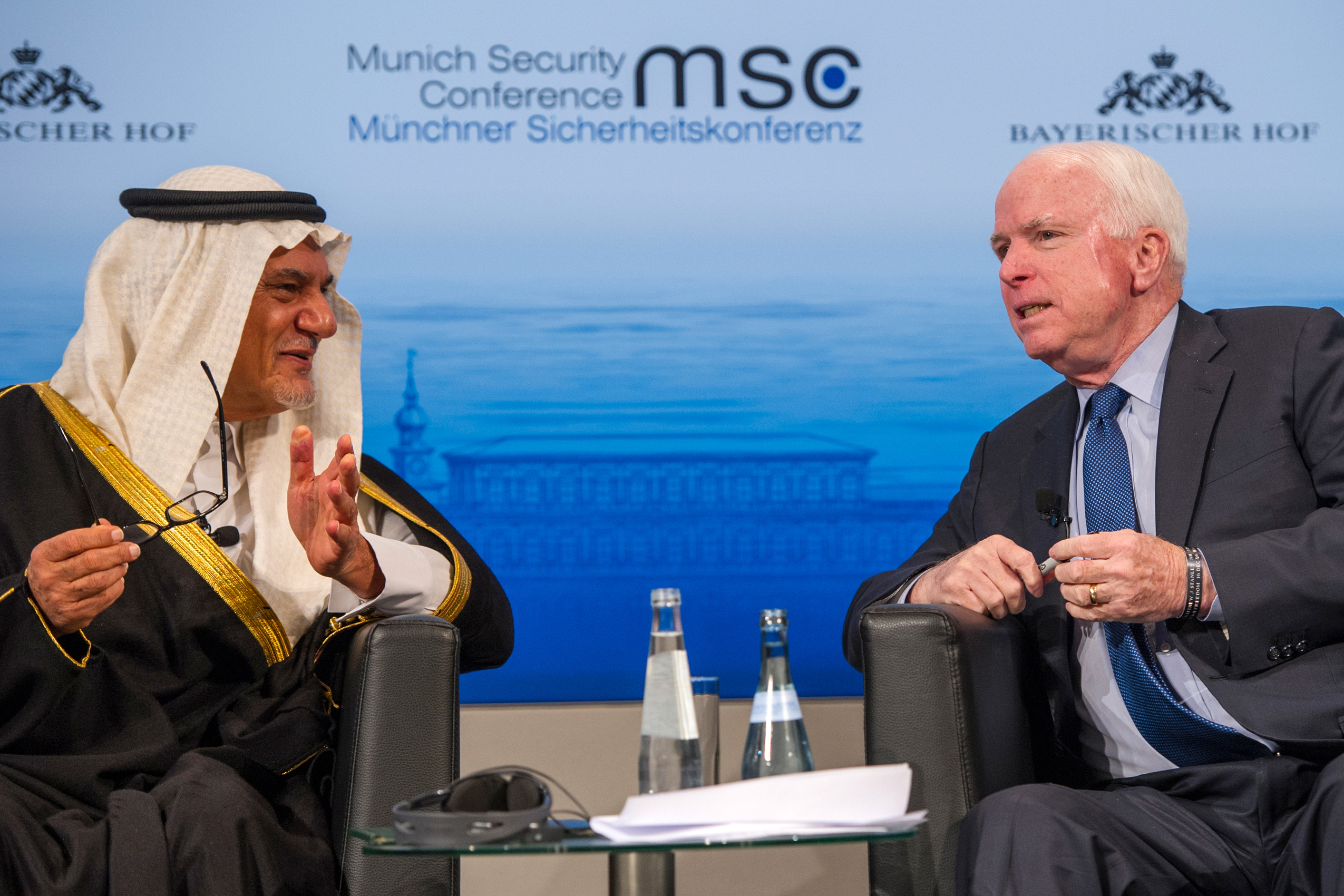
Маккейн з принцом Саудівської Аравії Туркі ібн Фейсалом, лютий 2014
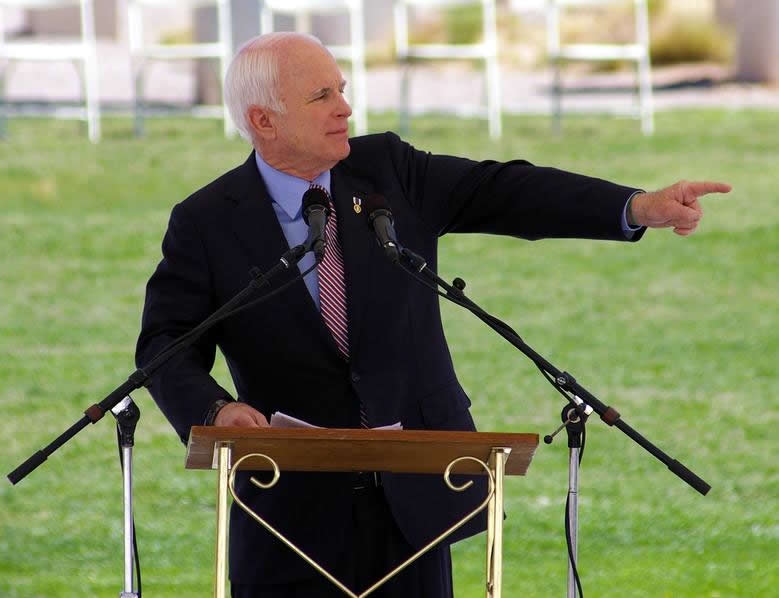
Виступ в Альбукерке, Нью-Мексико до Дня пам'яті, 2008
- Виступ Маккейна в Сенаті проти цільових внесків, лютий 2007
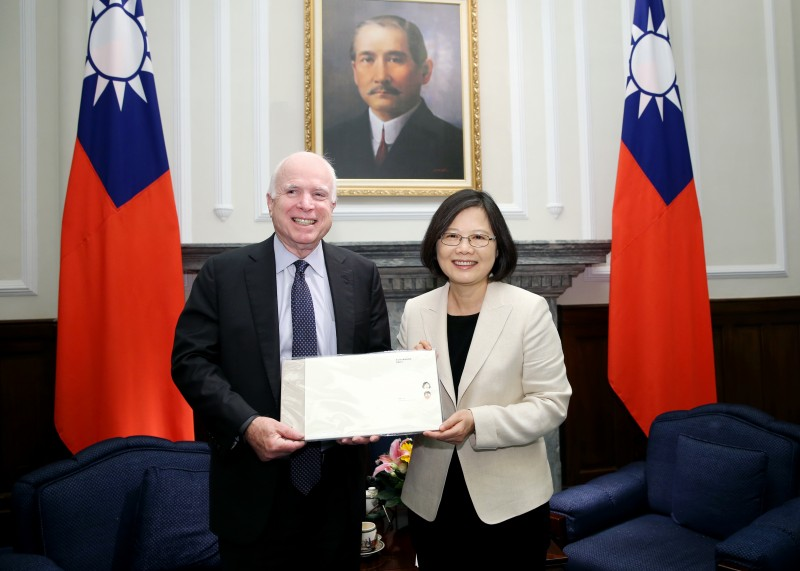
Президент Республіки Китай Цай Інвень зустрічається з Маккейном, який є лідером делегації Сенату США, червень 2016
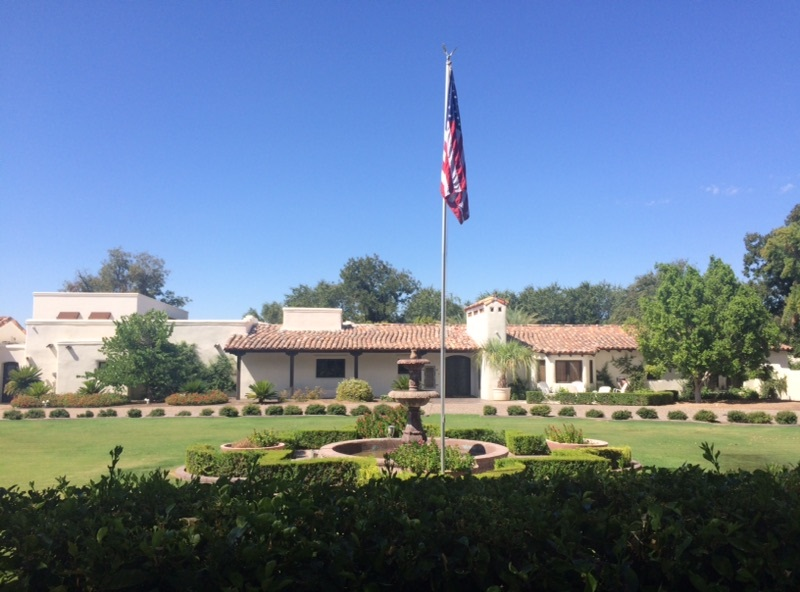
Резиденція Джона і Сінді Маккейн у Фініксі, Аризона